# PMD系列地雷
PDM系列地雷（俄语：Противопехотная мина деревянная，缩写Пмд,意为木质杀伤人员地雷）包括PDM-6、PDM-7、PDM-57，是蘇聯在二战时开发的一种简易木盒压力爆破型殺傷性地雷。因为结构简单，非常容易制造。早期的金屬探測器很難探測到，唯一存在的金屬部件是地雷雷管中的少量金屬。與其他木盒地雷一樣，該地雷的使用壽命相對較短，因為盒子很容易腐爛和分裂，從而使地雷失效。但根据土壤湿度不同，地雷的寿命可能从6个月-15年不等。

## 历史

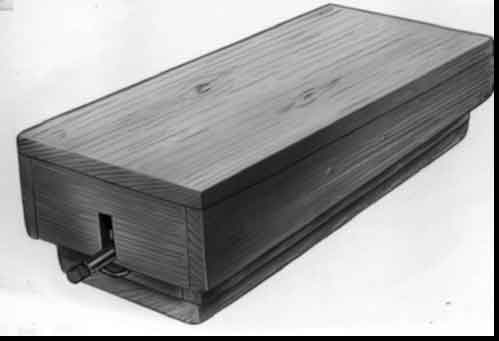
PMD-6地雷

冬季战争中蘇聯軍隊首次遭遇芬兰人大規模使用殺傷性地雷，包括木质地雷。战后1940年3月，國防人民委員伏羅希洛夫元帥在《與芬蘭戰爭的教訓（Уроки войны с Финляндией）》报告的實際結論與建議中写到“8. 要求总参谋部、军事工程局和迫击炮局根据与芬兰战争的经验，专门研究在防御中使用障碍物和地雷的所有问题，并将这些经验纳入部队的指令和手册中。”報告的成果之一是於 1941年春季開發出一種木盒高爆地雷 PMD-6。隨著PMN地雷於1949年投入使用，PMD系列地雷（PMD-6、PMD-7、PMD-7ts、PMD-57）退役，庫存的 PMD 地雷也不再使用。

## PMD地雷及其变种[4]
- PMD-6 - 地雷的原始版本，首次用於 1939 年蘇聯與芬蘭之間的冬季戰爭。
- PMD-6M - 稍大版本的地雷，箱內安裝有板簧以增加触发壓力，從而可以在布雷過程中更安全地操作。
- МС-2 -带有诱杀装置的PMD-6地雷，全称为（Фугасная мина-ловушка МС-2），该地雷使用P型保险销和一个扭转弹簧，任何移走进入工作状态地雷上方重物的企图都会引爆地雷。该地雷会配合3kg左右吸引人注意的物体或配合反坦克地雷使用。[5]
- PMD-6F - 在列寧格勒圍城期間廣泛使用的版本，以硝酸銨/燃料（ANFO）為主裝藥。
- PMD-7 - 較小版本的地雷，使用圓柱形主裝藥。
- PMD-7ts -使用75克圆柱形炸药。
- PMD-57 - 後來的更大的木箱式地雷，使用400克装药。

## 技术特点[6]
结构非常简单，地雷外壳由一個木盒組成，木盒上有一個鉸接蓋，上面有一個槽。此槽向下壓在引信的T型固定銷上。當對盒蓋施加足夠的壓力時，固定銷會脱离而触发引信。地雷的工作壓力通常為 1 至 10 公斤，具体取决于使用的引信种类。

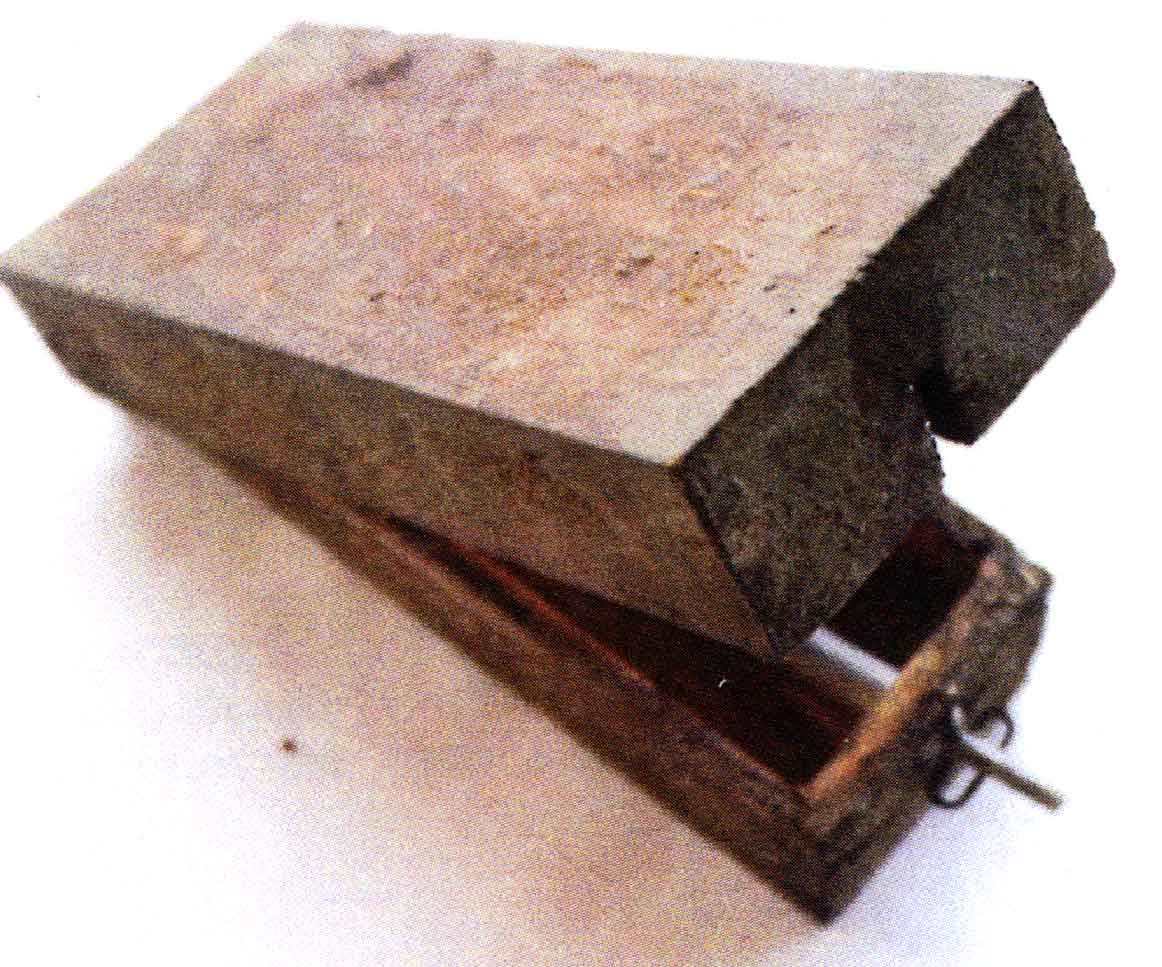
PMD6地雷上盖开启时可以可看到引信和T型保险销

|          | PMD-6     | PMD-6M  | PMD-7        | PMD-7ts     | PMD-57  |
| -------- | --------- | ------- | ------------ | ----------- | ------- |
| 重量     | 400克     | 400克   | 400 克（約） | 400克       |         |
| 炸药量   | 200克     | 200克   | 75 或 200 克 | 50 或 75 克 | 400克   |
| 長度     | 198毫米   | 190毫米 | 152毫米      |             | 200毫米 |
| 寬度     | 85毫米    | 89毫米  | 76毫米       |             | 100毫米 |
| 高度     | 65毫米    | 65毫米  | 51毫米       |             | 80毫米  |
| 触发壓力 | 1至10公斤 | 6公斤   | 1至9公斤     |             | 19公斤  |

## 工作原理
在人（或马）踩踏地雷后，木盒盖子因压力压住T型保险销针并将其拉出，从而释放了引信撞针。撞针击穿引信，导致雷管引信和整个地雷爆炸。被击中的人下半身（脚）被炸伤。通常情况下，地雷爆炸时，受害者踩到地雷的那只脚以及另一只脚（取决于与爆炸地点的距离）会被完全炸掉。此外，足够大的炸药冲击波会使人失去知觉，爆炸气体的高温会造成下肢严重烧伤。在急救不及时的情况下，会因疼痛休克和失血过多而死亡。但當地雷外殼或周圍的泥土或礫石被炸到受害者身上時，也可能造成二次破片傷害。
MS-2诱杀型地雷工作原理则是松发引爆。该地雷使用P型保险销和一个扭转弹簧，任何移走进入工作状态地雷上方重物时因为内部扭转弹簧的张力会扯出P型保险销，从而引爆雷地雷。

## 优缺点

### 优点
其設計极其简单，甚至无需工厂就可以在前线制造；地雷在组裝過程中就可以配備炸药和引信。

### 缺点
1.使用引信的高靈敏度和缺乏遠程觸發機制，因此地雷在安裝過程中需要特別小心。PMD-6M 改良型透過稍微改變設計並使用 MUV-2 和 MUV-3 引信消除了這個缺點。
2.是200克爆炸裝藥的威力過大。
3.地雷木质外壳的寿命相对较短。
4.没有自毁装置。

## 类似产品
- Schu-mine 42
- YaM-5
- 4-X59-116,正式名称不详，韩国在朝韩边界发现，也会伴随着洪水被冲到韩国境内造成人员死伤。[8][9]
- LAATIKKOMIINA m/43，在繼續戰爭期間，芬蘭軍隊繳獲了大量PMD-6地雷,并以此改进。[10]
- 匈牙利M49木盒地雷[11]

## 参与战争
- 繼續戰爭
- 苏德战争
- 俄乌战争，俄军在前线发现由无人机投放，有时会使用干草、塑料袋进行伪装。[12]